# Rhipidocotyle capitata
Rhipidocotyle capitata är en plattmaskart. Rhipidocotyle capitata ingår i släktet Rhipidocotyle och familjen Bucephalidae. Inga underarter finns listade i Catalogue of Life.